# Венгард (космічна програма)

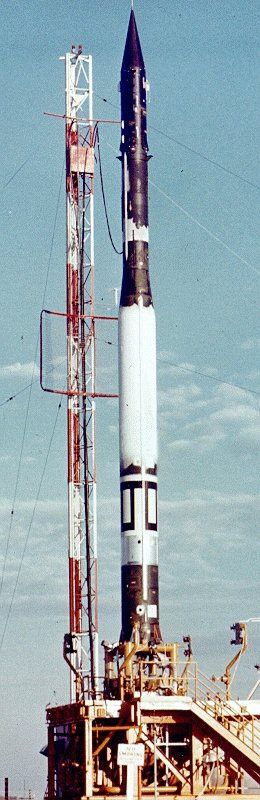
Ракета «Венгард» із супутником Венгард-1 на стартовому столі

«Венгард» — проєкт Дослідницької лабораторії американського військово-морського флоту США (NRL) із запуску першого у світі штучного супутника Землі, з використанням для виведення на орбіту ракети «Венгард».

## Історія
4 серпня 1955 року група консультантів, названа комітетом Стюарта, схвалили заявку ВМФ США на запуск штучного супутника Землі до Міжнародного геофізичного року. Це рішення поклало початок проєкту «Венгард».
Виготовлення ракети-носія для проєкту було доручено компанії Гленна Мартіна. Спочатку вартість була оцінена у 20 мільйонів доларів США. Однак загальна вартість проєкту сягнула 110 мільйонів доларів. Затримки з випробуваннями змусили тимчасово відмовитися від запуску 10-кілограмового супутника. Перші ракети несли 1,8 кг тестові супутники. Роботи просувалися повільно. Гленн Мартін направив більшість інженерів на роботу над міжконтинентальною балістичною ракетою Титан-1, в якій міністерство оборони США було більше зацікавлене.
Ситуація змінилася 4 жовтня 1957 року із запуском Радянським Союзом «Супутника-1». У США почалася Супутникова криза, викликаний відставанням США в космічній гонці. І уряд США вирішив прискорити роботи із запуску власного супутника Землі.
Перший запуск «Венгарду» було призначено на 6 грудня 1957 року. Корисним навантаженням повинен був служити мікросупутник «Венгард TV3» масою 1,36 кг. Запуск проходив на мисі Канаверал при величезному скупченні народу і преси. Ракета змогла піднятися лише на 1,2 м, після чого нахилилася і вибухнула.

## Запуски

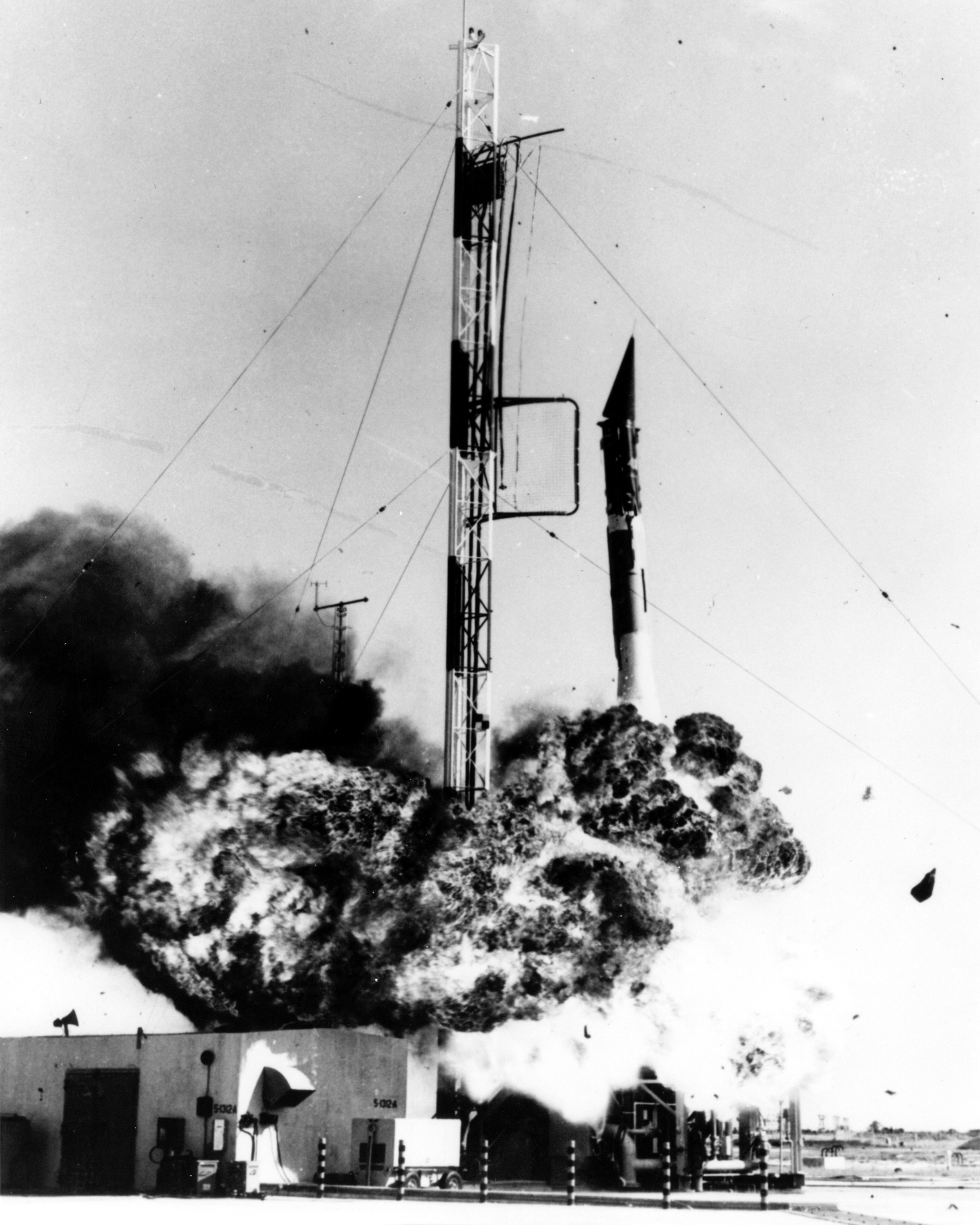
Аварія ракети Авангард на мисі Канаверал (6 грудня 1957 року).

У рамках проєкту «Венгард» запущені 3 супутники з 11 спроб:
- Венгард TV3 — 6 грудня 1957 року — Аварія 1.36 кілограмовий супутник
- Венгард TV3 Backup — 5 лютого 1958 року — Аварія 1.36 кілограмовий супутник
- Венгард-1 — 17 березня 1958 року — Orbited 1.47 кілограмовий супутник
- Венгард TV5 — 28 квітня 1958 року — Аварія 10.0 кілограмовий супутник
- Венгард SLV 1 — 27 травня 1958 року — Аварія 10.0 кілограмовий супутник
- Венгард SLV 2 — 26 червня 1958 року — Аварія 10.0 кілограмовий супутник
- Венгард SLV 3 — 26 вересня 1958 року — Аварія 10.0 кілограмовий супутник
- Венгард-2 — 17 лютого 1959 року — Orbited 9.8 кілограмовий супутник
- Венгард SLV 5 — 13 квітня 1959 року — Аварія 10.3 кілограмовий супутник
- Венгард SLV 6 — 22 червня 1959 року — Аварія 10.3 кілограмовий супутник
- Венгард-3 — 18 вересня 1959 року — Orbited 22.7 кілограмовий (50 lb) супутник

## Результати програми

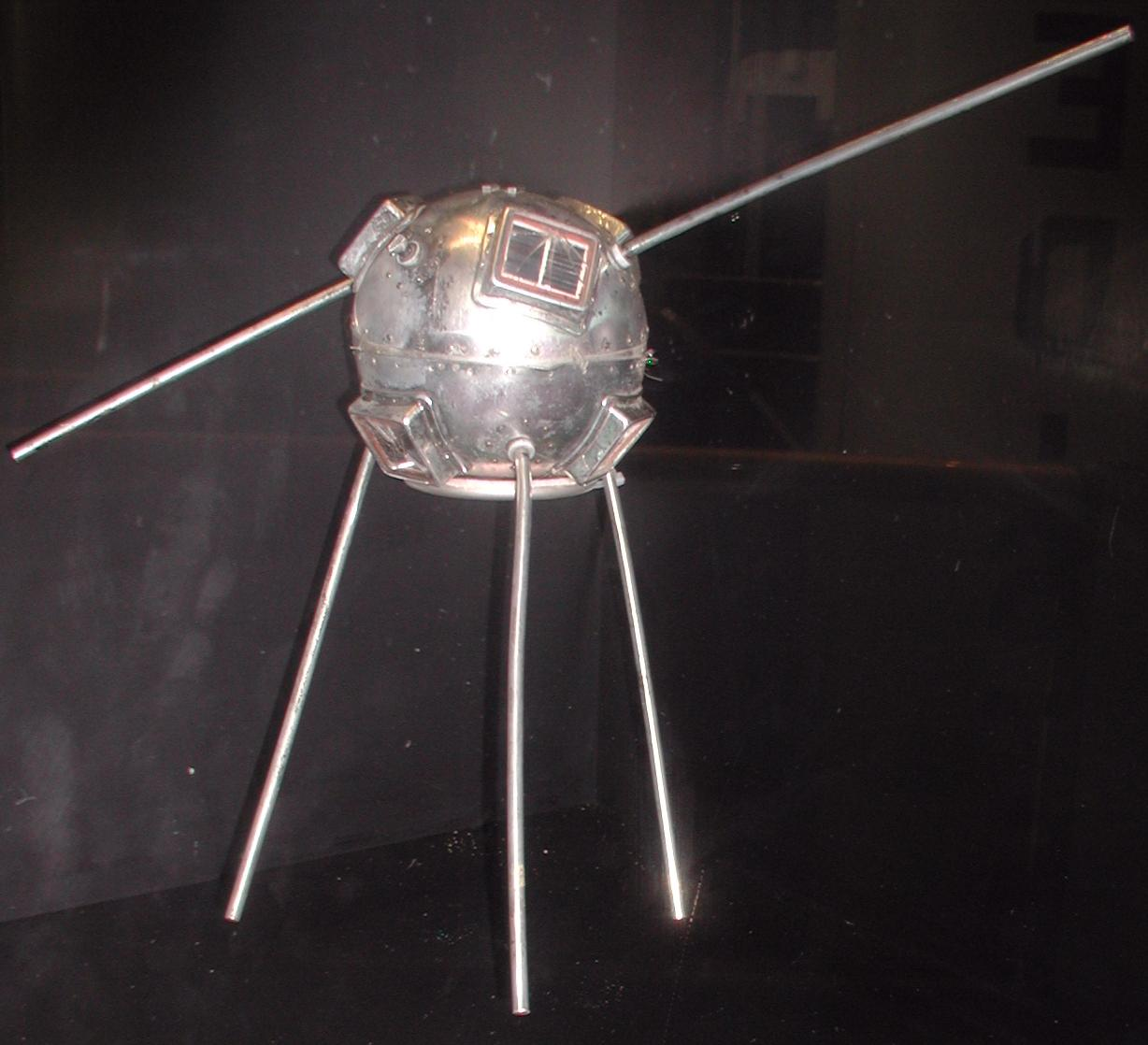
Супутник Венгард TV3 у Національному музеї авіації та космонавтики.

Незважаючи на тінь, яка лягла на програму запуску першого американського супутника, і того, щоб подолати приниження від невдалих запусків проєкт в кінцевому підсумку мав 100 відсоткову результативність з виконання цілей поставлених перед програмою і забезпечив великий обсяг інформації про розмір і форму Землі, щільність повітря, температурні діапазони, і мікрометеоритний вплив. Vanguard 1 продовжував передавати радіосигнал до 1964 року, обробка даних, отриманих з цих супутників показала, що Земля не зовсім ідеальна сфера: вона має грушоподібну форму, підвищену на Північному полюсі і сплющену на Південному полюсі. Ще буда виправлена інформація про щільність атмосфери на великих висотах і поліпшена точність карт світу. Програма Vanguard була передана НАСА, коли це агентство було створено в середині 1958 року.
Програма Vanguard 1 дала чимало технологій, які відтоді застосовується в пізніших американських програмах супутникового зв'язку, запуску ракет і супутникового спостереження.
Наприклад, перевірка в польоті, що сонячні елементи можуть бути використані протягом декількох років для забезпечення радіопередавачів живленням. Сонячні батареї на апаратах «Венгард» експлуатувалися близько семи років, в той час як звичайні батареї, які використовуються для живлення бортового передавача працювали всього 20 днів.
Хоча голос «Венгарду на батареях» замовк в 1964 році, він продовжує слугувати науковому співтовариству. Наземне оптичне відстеження тепер інертних Венгардів продовжує надавати інформацію про вплив Сонця, Місяця й атмосфери на супутникові орбіти протягом тривалого пасивного польоту. Супутники Vanguard відзначили свій 50-й рік у космосі 17 березня 2008 року. Початкові розрахунки перебування на орбіті засвідчили, що апарат буде літати 2000 років, але було виявлено, що тиск сонячного випромінювання та атмосферний опір при високих рівнях сонячної активності здійснює значні збурення в перигеї висоти супутника, що викликало значне зниження його очікуваного терміну служби до всього близько 240 років.
Фон Браун заявив (у березні 1958 р.), що Vanguard SLV був одним з найефективніших носіїв в американській історії, і може бути найефективнішим по сьогодні.